# Can Vic
Can Vic és un edifici entre mitgeres situat al nucli urbà d'Hostalric (Selva), al número 9 del carrer Major. És una obra inclosa en l'Inventari del Patrimoni Arquitectònic de Catalunya.

## Descripció
L'edifici, amb soterrani, planta baixa i dos pisos, està cobert en part per un terrat (el costat que dona al carrer Major) i per un altell cobert amb uralita (a la part posterior). A la planta baixa, al costat dret, la porta d'entrada general a l'immoble en arc de llinda. Al costat esquerre, una finestra que és una ventilació del soterrani a l'altura del sòcol estucat de la façana. Les dues obertures tenen una reixa de treball de forja amb elements decoratius en espirals.
Al primer pis, un gran balcó sostingut per tres mènsules de maons amb la barana de ferro forjat amb un treball decoratiu d'elements romboidals. Una porta en arc de llinda, al costat dret de la façana, hi permet l'accés. Al costat esquerre hi una finestra rectangular vertical. Un guardapols sostingut per quatre mènsules de maons, amb el ràfec de rajols en punta de diamant i precedit per una cornissa contínua, protegeix de l'aigua de la pluja el balcó, i esdevé un element ornamental més de la façana.

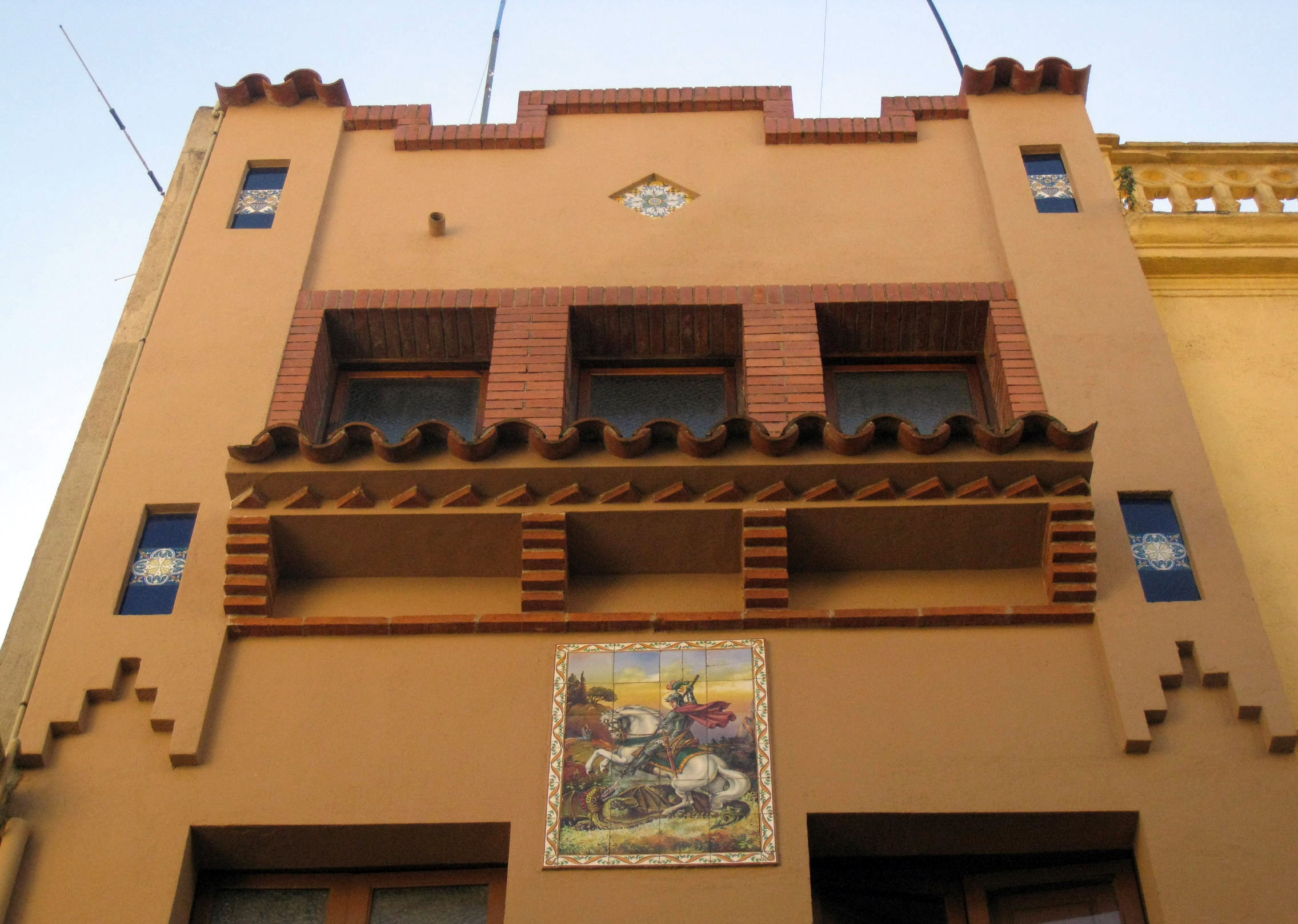
Detall del segon pis

Al segon pis, una obertura triple. Els arcs de llinda de les tres finestres estan formats per maons disposats en sardinell, i igual que els maons dels brancals esquerra i dret de les finestres esquerra i dreta respectivament. Dos pilars fets de maons separen les obertures. Corona l'edifici una mena de pinyó escalonat, envoltat de maó.
La façana està arrebossada i pintada d'un color groguenc, excepte el sòcol que és estucat i està pintat de color gris. A la façana, a part, hi ha diferents elements decoratius que li confereixen personalitat. Sota el guardapols, unes rajoles vidriades amb la imatge de Sant Jordi sobre el cavall matant el drac. A l'altura del segon pis, i com a marc d'aquest, dues lesenes escalonades a la part inferior, decorades amb dues rajoles vidriades (a la part inferior i a la part superior de la lesena respectivament). Les rajoles són de color blau amb un element floral decoratiu. En el coronament de la façana, sobre la finestra central del segon pis, una rajola vidriada amb elements decoratius florals, disposada romboidalment. Aquestes lesenes estan protegides en el coronament per teules àrabs.

## Història
Durant la Guerra del Francès (1808-1814) Hostalric va tenir un important paper donant suport a l'entrada de queviures a la Girona assetjada i destorbant el pas a les tropes enemigues gràcies a la seva situació estratègica en una zona de pas. Per això als francesos els convenia prendre la vila. El primer atac va arribar el 7 de novembre del 1809 i només trobaren resistència a la Torre dels Frares i a l'església on un grup de gent s'hi havia fet fort. Alguns habitants es van poder refugiar al castell, d'altres van haver de fugir, ja que els francesos van cremar el poble. Això explica que la majoria de cases del poble siguin posteriors com seria el cas d'aquesta que segons el registre del cadastre data de l'any 1900.
Els carrers Ravalet, Raval, Major i la Plaça dels Bous són part del recorregut del Camí Ral. També es conserva una variant que segueix paral·lel a les muralles pel costat exterior i que fou utilitzat sobretot al segle xix. El Carrer Major s'estén des de la Plaça dels Bous fins al Portal de Barcelona. Durant l'època de la República el carrer s'anomenà Prat de la Riba. El setembre del 1939 tornà al seu nom original. Al llarg del carrer s'hi troben diverses cases pairals, construïdes sobretot a finals del segle xix i principis del xx.